# The Look (Roxette)
The Look è un singolo del duo svedese Roxette, pubblicato il 12 gennaio 1989 come quarto estratto dal secondo album in studio Look Sharp!.

## Descrizione
Il brano, scritto da Per Gessle ed interpretato insieme alla partner Marie Fredriksson, ha il merito di aver fatto conoscere il duo svedese a livello internazionale: il singolo venne pubblicato anche negli Stati Uniti e in Canada, e in altri paesi, ed arrivò, nel 1989, alla prima posizione della Billboard Hot 100, alla settima posizione della Official Singles Chart, e raggiunse inoltre la prima posizione in Australia, Germania, Norvegia, Nuova Zelanda, Spagna e Svizzera, la seconda in Austria, Paesi Bassi e la terza in Italia.
La canzone utilizza un campionamento, benché modificato, di Land of a Thousand Dances di Wilson Pickett: il celebre «na na na na na...», simile anche alla sezione finale di Hey Jude dei Beatles.

## Tracce
7" 1989 - Svezia (Parlophone – 1363337), Germania (Parlophone – 060-1363337), Spagna (Hispavox – 006-1363337), Italia (EMI – 06-1363337), Regno Unito (EMI – EM 87)
- Lato A

1. The Look – 3:56

- Lato B

1. Silver Blue (Demo Version) – 4:05

12" 1989 - Svezia (Parlophone – 1363336), Germania (Parlophone – 060-1363336), Spagna (Hispavox – 052-1363336), Italia (EMI – 14-1363336), Regno Unito (EMI – 12EM 87)
- Lato A

1. The Look (Head-Drum Mix) – 7:16

- Lato B

1. The Look (7" Version) – 3:56
2. Silver Blue (Demo Version) – 4:05

MC 1989 - Regno Unito (EMI – TCEM 87), U.S.A. (EMI – 4JM-50190), Australia (Parlophone – TCA 2212),
- Lato A che si ripete anche in B

1. The Look – 3:56
2. Silver Blue – 4:05

CDS MAXI 1989 - Svezia (Parlophone – 1363332), Germania (EMI – CDP 560-1363332), Regno Unito (EMI – CDEM 87)
1. The Look (Head-Drum Mix) – 7:22
2. The Look (7" Version) – 3:58
3. Silver Blue (Demo Version) – 4:06
4. Sleeping Single (Demo Version) – 3:46

3"CDS 1989 - Austria (EMI – CDP 560-1363503)
1. The Look (Visible Mix) – 6:03
2. The Look (Power Radio Mix) – 4:09
3. The Look (Big Red Mix) – 7:33

12" 1989 - U.S.A. (EMI – V-56133), Argentina (EMI – 56.349)
MC 1989 - Argentina (EMI – 66349)
- Lato A

1. The Look (Visible Mix) – 6:03
2. The Look (Power Radio Mix) – 4:09

- Lato B

1. The Look (Big Red Mix) – 7:33
2. The Look (Invisible Dub) – 5:11
3. Silver Blue (Demo Version) – 4:05

## Video musicale
Il videoclip di "The Look" è stato diretto da Mats Jonstam, nel 1989, con alcune immagini tratte dal The Look Sharp '88 Tour, caratterizzate da alcuni momenti tra un backstage fotografico, e momenti filmati anche con una videocamera amatoriale; successivamente, il videoclip di "The Look" è stato diretto anche da Peter Heath, in una location di New York. La versione diretta da Mats Jonstam, antecedente rispetto a quella diretta da Peter Heath, è tratta dal laserdisc "Sweden Live".
I due videoclip di The Look, diretti da Peter Heath e da Mats Jonstam, sono stati pubblicati anche nell'antologia video "All Videos Ever Made & More!".
Il videoclip di "The Look" è stato diretto da Peter Heath, anche in una versione remixata (Visibile Mix), dove è stato girato anche il videoclip di "Dressed For Success", ed è stato pubblicato, non accreditato, subito dopo i titoli di coda, nell'home video "Look Sharp Live".

## Classifiche

### Classifiche settimanali
| Classifica (1989) | Posizione massima |
| ----------------- | ----------------- |
| Australia         | 1                 |
| Austria           | 2                 |
| Belgio (Fiandre)  | 3                 |
| Canada            | 2                 |
| Danimarca         | 1                 |
| Europa            | 1                 |
| Finlandia         | 1                 |
| Francia           | 12                |
| Germania          | 1                 |
| Irlanda           | 10                |
| Italia            | 3                 |
| Norvegia          | 1                 |
| Nuova Zelanda     | 1                 |
| Paesi Bassi       | 2                 |
| Portogallo        | 2                 |
| Regno Unito       | 7                 |
| Spagna            | 1                 |
| Stati Uniti       | 1                 |
| Svezia            | 6                 |
| Svizzera          | 1                 |

### Classifiche di fine anno
| Classifica (1989) | Posizione |
| ----------------- | --------- |
| Australia         | 2         |
| Austria           | 2         |
| Belgio (Fiandre)  | 24        |
| Canada            | 10        |
| Germania          | 4         |
| Italia            | 9         |
| Nuova Zelanda     | 2         |
| Paesi Bassi       | 43        |
| Spagna            | 3         |
| Stati Uniti       | 17        |
| Svizzera          | 2         |

## Cover
Del brano sono state registrate una cover dal gruppo spagnolo The Stunned Parrots, e una versione metal della band svedese Swedish Hitz Goes Metal.

## The Look '95
Nel 1995 è stato pubblicato, per il solo mercato britannico, il singolo remix The Look '95.
Chaps 1995 Remix è stato pubblicato nella versione europea del singolo She Doesn't Live Here Anymore, mentre il brano inedito "Crazy About You" è stato inserito, come b-side, anche nella versione europea del singolo You Don't Understand Me.

### Tracce
CD maxi 1
1. The Look (chaps 1995 remix) – 5:08
2. The Look (chaps donna bass mix) – 6:53
3. The Look (rapino club mix) – 5:22
4. The Look (rapino dub mix) – 5:14

CD maxi 2
1. The Look (chaps 1995 remix) – 5:10
2. The Look (original version) – 3:59
3. Crazy About You – 3:59
4. Dressed for Success (U.S. mix) – 4:53

### Classifiche
| Classifica (1995) | Posizione massima |
| ----------------- | ----------------- |
| Regno Unito       | 28                |